# Dallas Tornadoes 2022
Questa voce raccoglie le informazioni riguardanti i Dallas Tornadoes nelle competizioni ufficiali della stagione 2022.

## Stagione
I Dallas Tornadoes partecipano al loro secondo campionato NVA. 

## Organigramma societario
Area direttiva
- Presidente: Jordan DeJesus

Area tecnica
- Allenatore: Ivan Andujar

## Rosa
| N° | Nome                | Ruolo | Data di nascita   | Nazionalità sportiva |
| -- | ------------------- | ----- | ----------------- | -------------------- |
| 1  | Sean Smith          | P     | 26 dicembre 1990  | Stati Uniti          |
| 2  | Michael Quiñones    | P     | 29 settembre 1986 | Porto Rico           |
| 3  | Aaron King          | C     | 28 febbraio 1993  | Stati Uniti          |
| 4  | Luis Vasquez        | S     | 26 dicembre 1990  | Stati Uniti          |
| 5  | Nick Serowski       | O     | -                 | Stati Uniti          |
| 6  | Steven Roschitz     | S     | 22 febbraio 1993  | Stati Uniti          |
| 7  | Ben Simon           | O     | -                 | Stati Uniti          |
| 8  | Ángel Rivera        | C     | 12 maggio 1992    | Porto Rico           |
| 9  | Joseph Grosh        | C     | 27 gennaio 1994   | Stati Uniti          |
| 10 | Víctor Cosme        | L     | 8 novembre 1989   | Porto Rico           |
| 11 | Andres Quiñones     | P     | 18 dicembre 1989  | Porto Rico           |
| 12 | Sam Schuldenberg    | L     | -                 | Stati Uniti          |
| 13 | Chike Opurum        | C     | 22 luglio 1988    | Stati Uniti          |
| 14 | Peter Cannole       | S     | 29 giugno 1991    | Stati Uniti          |
| 15 | Javier Guerrero     | S     | 11 ottobre 1989   | Stati Uniti          |
| 16 | Francisco Arredondo | P     | 1º ottobre 1996   | Rep. Dominicana      |
| 18 | Félix Chapman       | S     | 5 ottobre 1996    | Cuba                 |
| 20 | Chase McKenzie      | S     | -                 | Stati Uniti          |
| 25 | Keaton Long         | S     | -                 | Stati Uniti          |

## Statistiche

### Statistiche di squadra
| Competizione | Punti | In casa | In casa | In casa | In trasferta | In trasferta | In trasferta | Totale | Totale | Totale |
| Competizione | Punti | G       | V       | P       | G            | V            | P            | G      | V      | P      |
| ------------ | ----- | ------- | ------- | ------- | ------------ | ------------ | ------------ | ------ | ------ | ------ |
| NVA          | 11    | 0       | 0       | 0       | 0            | 0            | 0            | 11     | 4      | 7      |
| Totale       | -     | 0       | 0       | 0       | 0            | 0            | 0            | 11     | 4      | 7      |

G = partite giocate; V = partite vinte; P = partite perse

### Statistiche dei giocatori
| Giocatore       | NVA | NVA | NVA | NVA | NVA | Totale | Totale | Totale | Totale | Totale |
| Giocatore       | P   | PT  | AV  | MV  | BV  | P      | PT     | AV     | MV     | BV     |
| --------------- | --- | --- | --- | --- | --- | ------ | ------ | ------ | ------ | ------ |
| F. Arredondo    | ?   | ?   | ?   | ?   | ?   | ?      | ?      | ?      | ?      | ?      |
| P. Cannole      | ?   | 78  | 65  | 8   | 5   | ?      | 78     | 65     | 8      | 5      |
| F. Chapman      | ?   | 276 | 251 | 13  | 12  | ?      | 276    | 251    | 13     | 12     |
| V. Cosme        | ?   | 0   | 0   | 0   | 0   | ?      | 0      | 0      | 0      | 0      |
| J. Grosh        | ?   | 45  | 36  | 8   | 1   | ?      | 45     | 36     | 8      | 1      |
| J. Guerrero     | ?   | 4   | 3   | 1   | 0   | ?      | 4      | 3      | 1      | 0      |
| A. King         | ?   | ?   | ?   | ?   | ?   | ?      | ?      | ?      | ?      | ?      |
| K. Long         | ?   | ?   | ?   | ?   | ?   | ?      | ?      | ?      | ?      | ?      |
| C. McKenzie     | ?   | 28  | 24  | 4   | 4   | ?      | 28     | 24     | 4      | 4      |
| C. Opurum       | ?   | 53  | 39  | 10  | 4   | ?      | 53     | 39     | 10     | 4      |
| A. Quiñones     | ?   | ?   | ?   | ?   | ?   | ?      | ?      | ?      | ?      | ?      |
| M. Quiñones     | ?   | ?   | ?   | ?   | ?   | ?      | ?      | ?      | ?      | ?      |
| Á. Rivera       | ?   | 43  | 27  | 12  | 4   | ?      | 43     | 27     | 12     | 4      |
| S. Roschitz     | ?   | 17  | 13  | 2   | 2   | ?      | 17     | 13     | 2      | 2      |
| S. Schuldenberg | ?   | 18  | 14  | 2   | 2   | ?      | 18     | 14     | 2      | 2      |
| N. Serowski     | ?   | 29  | 20  | 7   | 2   | ?      | 29     | 20     | 7      | 2      |
| B. Simon        | ?   | 20  | 15  | 4   | 1   | ?      | 20     | 15     | 4      | 1      |
| S. Smith        | ?   | 15  | 8   | 4   | 3   | ?      | 15     | 8      | 4      | 3      |
| L. Vasquez      | ?   | 18  | 15  | 2   | 1   | ?      | 18     | 15     | 2      | 1      |

P = presenze; PT = punti totali; AV = attacchi vincenti; MV = muri vincenti; BV = battute vincenti